# Curtis Robb
Curtis Alexander Robb (né le 7 juin 1972 à Liverpool, Angleterre) est un athlète britannique spécialiste du 800 mètres. Affilié aux Liverpool Harriers, il mesure 1,88 m pour 75 kg.

## Biographie

### Palmarès
| Date | Compétition                   | Lieu          | Résultat | Performance   |
| ---- | ----------------------------- | ------------- | -------- | ------------- |
| 1991 | Championnats d'Europe juniors | Thessalonique | 1er      | 1 min 48 s 23 |
| 1991 | Universiade d'été             | Sheffield     | 2e       | 1 min 46 s 88 |
| 1992 | Jeux olympiques d'été         | Barcelone     | 6e       | 1 min 45 s 57 |
| 1993 | Championnats du monde         | Stuttgart     | 4e       | 1 min 45 s 54 |

### Records
| Épreuve     | Performance   | Lieu      | Date         |
| ----------- | ------------- | --------- | ------------ |
| 800 mètres  | 1 min 44 s 92 | Stuttgart | 15 août 1993 |
| 1500 mètres | 3 min 38 s 56 | Rome      | 26 juin 1993 |